# 6172 Prokofeana
6172 Prokofeana è un asteroide areosecante. Scoperto nel 1982, presenta un'orbita caratterizzata da un semiasse maggiore pari a 2,5764183 UA e da un'eccentricità di 0,4355726, inclinata di 15,88987° rispetto all'eclittica.
L'asteroide è dedicato all'astrofisica sovietica Valentina Vladimirovna Prokof'eva.